# 和名ヶ谷
和名ヶ谷（わながや）は、千葉県松戸市の地名。郵便番号270-2232。

## 地理
松戸市の南部に位置し、南西に向かって下った地形。下側から見ると小山状である。中心には日枝神社がある。
松戸・紙敷・松戸新田・二十世紀が丘戸山町・二十世紀が丘梨元町・大橋・日暮・河原塚・稔台と接している。
まてばしい通りを挟んで北側はマンションが、南側は一戸建て住宅が多い。また、至る所に農地がある。
河川
- 国分川
- 春木川

### 地価
住宅地の地価は、2014年（平成26年）1月1日の公示地価によれば、和名ヶ谷字山宮地849番9の地点で9万3000円/m2となっている。

## 歴史
和名ヶ谷地区は、もと葛飾郡に属し、1889年（明治22年）の町村制施行時には東葛飾郡八柱村であった。八柱村は1938年（昭和13年）、松戸町に編入。もともとこの地区は雑木林であった。1976年に美野里ハイタウンが建設された。美野里ハイタウンは1980年代後半に最盛期を迎えたが、1993年頃になると、空き部屋が目立つようになり、2004年に住民は立ち退かされた。
和名ヶ谷地区の人口は平成10年10月1日（984世帯・3,109人）から令和2年7月末日（2,571世帯・6,444人）までの22年で約2倍近くになっている。

### 沿革
- 1873年（明治6年） - 木更津県と印旛県の合併により千葉県が設置される。
- 1889年（明治22年） - 紙敷・大橋・秋山・高塚新田・和名ヶ谷・河原塚・田中新田・串崎新田の8か村が合併して八柱村が発足する。「八柱」は、8か村が合併したことによる瑞祥地名。
- 1933年（昭和8年） - 松戸町が明村と合併
- 1938年（昭和13年） - 松戸町が八柱村を編入
- 1943年（昭和18年）10月1日 - 東葛飾郡松戸町・高木村・馬橋村が合併し市制施行、松戸市となる（千葉県では7番目）。
- 1957年（昭和32年） - 和名ヶ谷小学校設立
- 1976年（昭和51年） - 美野里ハイタウン建設
- 1982年  (昭和57年) - 和名ヶ谷中学校設立
- 1995年（平成7年） - 和名ヶ谷クリーンセンター設立
- 2004年（平成16年） - 美野里ハイタウンの住民立ち退き完了
- 2012年（平成24年） - 新東京病院設立

## 世帯数と人口
2017年（平成29年）11月1日現在の世帯数と人口は以下の通りである。
| 大字     | 世帯数    | 人口    |
| -------- | --------- | ------- |
| 和名ヶ谷 | 2,535世帯 | 6,524人 |

## 小・中学校の学区
市立小・中学校に通う場合、学区は以下の通りとなる。
| 番地      | 小学校                 | 中学校                 |
| --------- | ---------------------- | ---------------------- |
| 1～30番地 | 松戸市立河原塚小学校   | 松戸市立和名ケ谷中学校 |
| その他    | 松戸市立和名ケ谷小学校 | 松戸市立和名ケ谷中学校 |

## 交通
道路
・国道464号線

### 鉄道
最寄り駅は京成電鉄松戸線みのり台駅である。

### バス
- 京成バス千葉ウエスト松戸東営業所
  - 4系統:松戸駅東口 - 野菊野団地 - フィオリの丘 - 陣ヶ前 - 三矢小台
  - 4A系統:松戸駅東口 - 野菊野団地 - フィオリの丘 - 陣ヶ前 - 和名ヶ谷スポーツセンター - 新東京病院
  - 4B系統:松戸駅東口 - 野菊野団地 - フィオリの丘 - 陣ヶ前 - 和名ヶ谷スポーツセンター - 新東京病院 - 和名ヶ谷スポーツセンター - 三矢小台
  - 16A系統:松戸駅東口 - 分実 - 陣ヶ前 - 大橋 - 五中入口 - 市立東松戸病院
  - 16系統:松戸駅東口 - 分実 - 陣ヶ前 - 大橋 - 秋山駅 - 梨香台団地
  - 16系統:松戸駅東口 - 分実 - 陣ヶ前 - 大橋 - 秋山駅 - 梨香台団地 - 市立東松戸病院
  - 53A系統:松戸駅東口 - 如来堂前 - 和名ヶ谷中台 - 紙敷車庫
  - 53系統:松戸駅東口 - 如来堂前 - 和名ヶ谷中台 - 東松戸駅
- 京成バス松戸営業所
  - 松51系統:松戸駅 - 分実 - 陣ヶ前 - 大橋 - 国分 - 市川駅
  - 松51-2系統:松戸駅 - 分実 - 陣ヶ前 - 大橋 - 聖徳学園 - 国分 - 市川駅

## 施設
医療・福祉
- 小板橋病院
- 緑風園
- 新東京病院

教育
- 和名ヶ谷小学校
- 和名ヶ谷中学校

スポーツ
- 和名ヶ谷スポーツセンター

観光
- 植栽場（地区内に点在している）